# Sparbanken Malmöhus
Sparbanken Malmöhus var en sparbank med huvudkontor i Malmö 1977–1984.
Malmös äldsta sparbank Malmö sparbank gick 1962 ihop med Malmös största sparbank Sparbanken Bikupan och bildade Malmö sparbank Bikupan som blev stadens dominerande sparbank. Verksamheten var då främst begränsad till Malmö och Arlöv, samt Malmö sparbanks kontor i Skanör.
1969 uppgick Svedala sparbank i Malmö sparbank Bikupan. Därefter hade banken 30 avdelningskontor i Malmö, 2 i Arlöv och ett vardera i Svedala och Skanör. År 1970 utökades verksamhetsområdet betydligt när Wemmenhögs härads sparbank uppgick i banken.
1970-1973 byggde banken ett nytt sju våningar högt huvudkontor vid Gustav Adolfs torg 4 i Malmö efter ritningar av Sten Samuelson.
1977 fusionerade Malmö sparbank Bikupan med Oxie härads sparbank för att bilda Sparbanken Malmöhus. Därmed hade samtliga tidigare sparbanker i Malmö gått samman till en enhet.
Sparbanken Malmöhus gick i sin tur år 1984 ihop med Sparbanken Västra Skåne, Sparbanken Göinge och Söderslätts sparbank för att bilda Sparbanken Skåne. Den uppgick sedermera i Sparbanken Sverige 1992 och Föreningssparbanken 1997.

## Källhänvisningar
1. ↑  Svenska aktiebolag 1970/71, P.A. Norstedt & Söners förlag
2. ↑  Andersson, Henrik O.; Bedoire, Fredric (1981). Bankbyggande i Sverige. Stockholm: Liber Förlag. sid. 386. Libris 7260267. ISBN 91-38-05745-X